# Picto
Picto (Pictorial Service) ist das erste fotografische Fachlabor Europas; es wurde 1950 von Pierre Gassmann in der Pariser Rué de la Comète gegründet.
Picto fertigte Abzüge für namhafte Fotografen an wie Jacques-Henri Lartigue, André Kertész, Robert Doisneau, Martin Munkacsi, Robert Capa und Emmanuel Rudnitzky, besser bekannt als Man Ray; Harper’s Bazaar ließ dort Aufträge aus Übersee verarbeiten, und zwischen 1956 und 1978 stellte Picto zahlreiche Prints für die Photokina-Bilderschauen. Für die Fotoagentur Magnum Photos war Picto schlicht "unser Labor".
Bestärkt durch den raschen Erfolg richtete Picto noch in den 50er Jahren ein Mietstudio ein, ein Konzept, das später F. C. Gundlach mit seinem Professional Photo Service (PPS) in Hamburg kopierte.
Picto betreibt heute 12 Filialen in Frankreich und eine in Südafrika (Kapstadt).